# Số Wolf

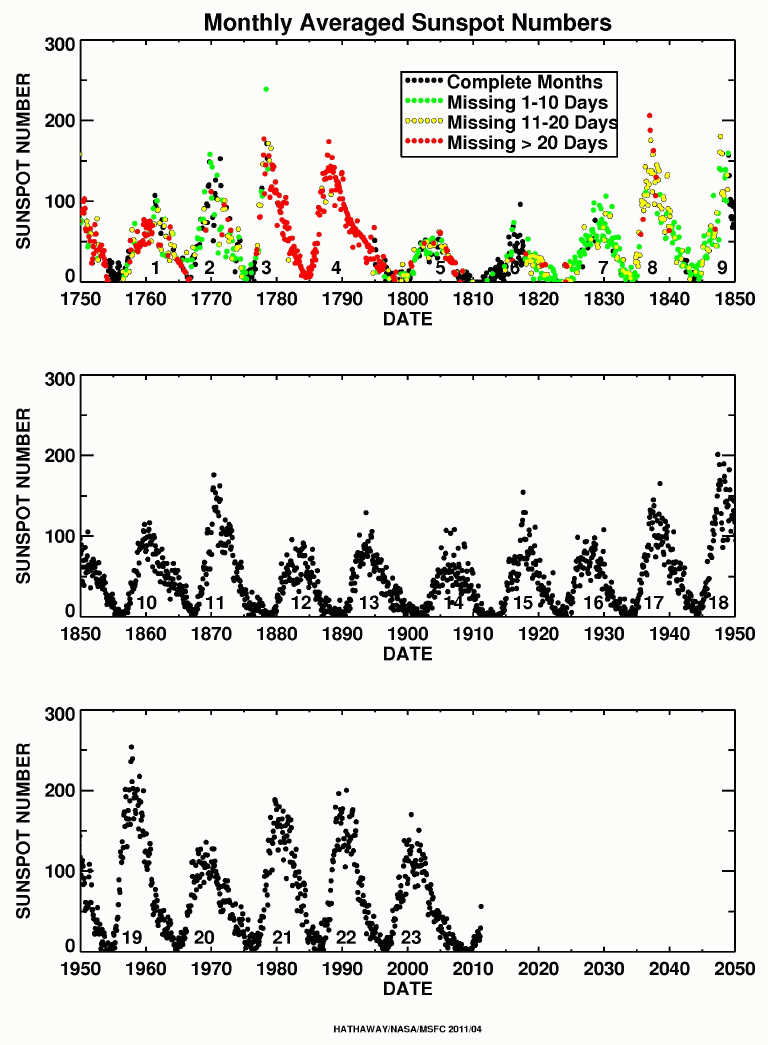
Số Wolf từ năm 1750.

Số Wolf (còn được gọi là số vết đen mặt trời quốc tế, số vết đen mặt trời tương đối hoặc số Zürich) là đại lượng đo số lượng vết đen mặt trời và nhóm vết đen mặt trời trên bề mặt Mặt trời.

## Lịch sử
Ý tưởng tính toán số lượng vết đen mặt trời được bắt nguồn bởi Rudolf Wolf vào năm 1848 tại Zurich, Thụy Sĩ và do đó, quyy trình mà ông khởi xướng có tên như thế (hoặc địa điểm). Sự kết hợp của các vết đen mặt trời và nhóm của chúng được sử dụng vì nó bù cho các biến thể trong việc quan sát các vết đen nhỏ.
Con số này đã được các nhà nghiên cứu thu thập và lập bảng trong vòng hơn 150 năm. Họ đã phát hiện ra rằng hoạt động của vết đen mặt trời là theo chu kỳ và đạt đến mức tối đa vào khoảng 9,5 đến 11 năm. Chu kỳ này lần đầu tiên được ghi nhận bởi Heinrich Schwabe vào năm 1843.
Do thời tiết và khan hiếm nhà nghiên cứu, "số lượng vết đen mặt trời thực sự là trung bình quan sát của nhiều người ở nhiều địa điểm với các thiết bị khác nhau, với hệ số tỷ lệ k được chỉ định cho mỗi người quan sát để bù cho khả năng khác nhau của họ để giải quyết các vết đen nhỏ và chủ quan của họ phân chia các nhóm vết đen.
Số vết đen mặt trời tương đối {\displaystyle R}được tính bằng công thức (được thu thập dưới dạng chỉ số hàng ngày của hoạt động vết đen mặt trời):
{\displaystyle R=k(10g+s)\,}
với
- {\displaystyle s} là số lượng điểm riêng lẻ,
- {\displaystyle g} là số nhóm các vết đen mặt trời và
- {\displaystyle k} là một yếu tố thay đổi theo vị trí và thiết bị (còn được gọi là yếu tố quan sát hoặc hệ số giảm cá nhân  {\displaystyle K}).[5]

## Sửa đổi
Kể từ ngày 1 tháng 7 năm 2015, một danh sách sửa đổi và cập nhật các số vết đen mặt trời đã được cung cấp. Sự khác biệt lớn nhất là sự gia tăng tổng thể theo hệ số 1.6 cho toàn bộ các chuỗi này. Theo truyền thống, tỷ lệ 0,6 được áp dụng cho tất cả các số lượng vết đen sau năm 1893, để bù đắp cho thiết bị tốt hơn của Alfred Wolfer, sau khi tiếp quản từ Wolf. Tỷ lệ này đã được loại bỏ khỏi loạt sửa đổi, làm cho số lượng hiện đại gần với giá trị thô của chúng. Ngoài ra, số lượng đã giảm nhẹ sau năm 1947 để bù cho sự thiên vị được giới thiệu bởi một phương pháp đếm mới được áp dụng vào năm đó, trong đó các vết đen được cân theo kích thước của chúng.
Tuy nhiên, chuỗi số vết đen mặt trời (nhóm) thay thế tồn tại cho thấy hành vi khác nhau của hoạt động vết đen mặt trời trước thế kỷ 20. Do đó, sự biến đổi của mặt trời vào thời điểm trước thế kỷ 20 vẫn chưa chắc chắn.